# Традиційний хеві-метал
Традиційний хеві-метал, також гевіметал, або класичний метал (англ. Traditional heavy metal) — основоположний жанр важкого металу до часу, відколи він поділився на різноманітні жанри та стилі. Поступово, пройшовши етап становлення (так званий Hard and Heavy), сформувався з гардроку в кінці 1960-х — початку 1970-х років переважно у Великій Британії.

## Характеристика музики
Музикознавці загалом сходяться на думці щодо подібності між хард-роком і важким металом, з тією особливістю, що важкий метал більше віддаляється від оригінальних блюзових коренів тяжкого року. Згідно з цим поглядом, традиційний хеві-метал можна охарактеризувати середніми та швидкими акордами, ударними басами, подовженими сольними партіями гітари, чистим вокалом, що переходить у високі ноти, урочистими хоральними вставками. Одним з новаторських прийомів було використання двох соло-гітар, запроваджене групами Thin Lizzy, Scorpions та Judas Priest..

## Тематика текстів
Популярність тематики традиційного важкого металу була започаткована групою Judas Priest[джерело?].
Традиційні «хеві-металічні» групи — як Black Sabbath і багато послідовників, натхненних їхнім стилем, за свідченням дослідників Девіда Гетча та Стівена Мілворда, «у своїх текстах поринули в тяжкі та депресивні матерії настільки глибоко, як іще ніхто і ніколи в історії поп-музики». Вони наводять приклад другого сабатівського альобому Paranoid (1970), до якого увійшли пісні, «у яких оспівувались особистісні травми ('Paranoid' та 'Fairies Wear Boots') та описувались жахливі побічні наслідки зловживання медпрепаратами, а також ширші суспільні проблеми.» Також у піснях групи Black Sabbath «Електричний похорон», групи Iron Maiden «За дві хвилини до півночі» та Оззі Осборна «Вбивця гігантів» оспівувалась популярна тема ядерного апокаліпсису.

## Стиль і мода

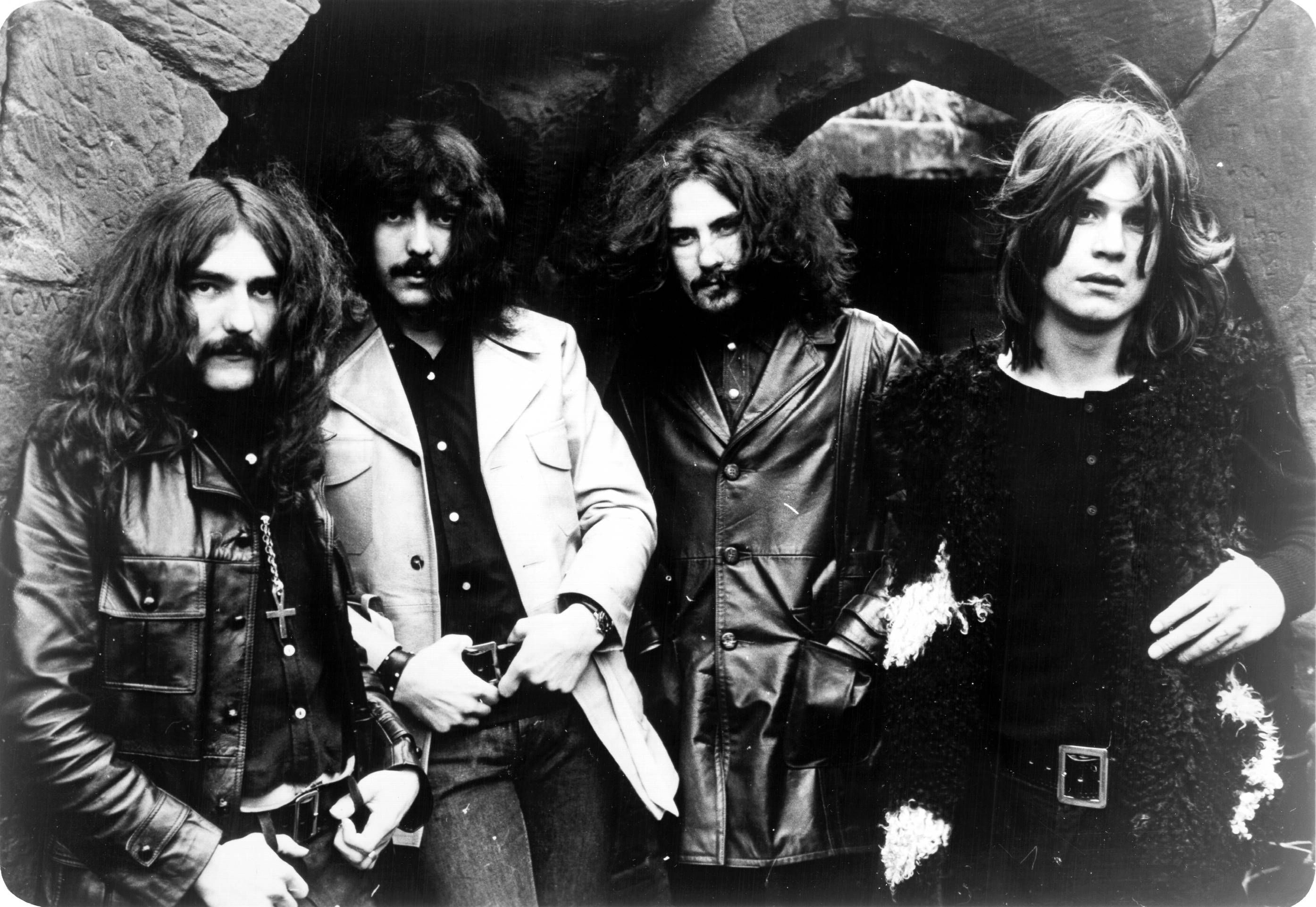
Black Sabbath в 1970 році

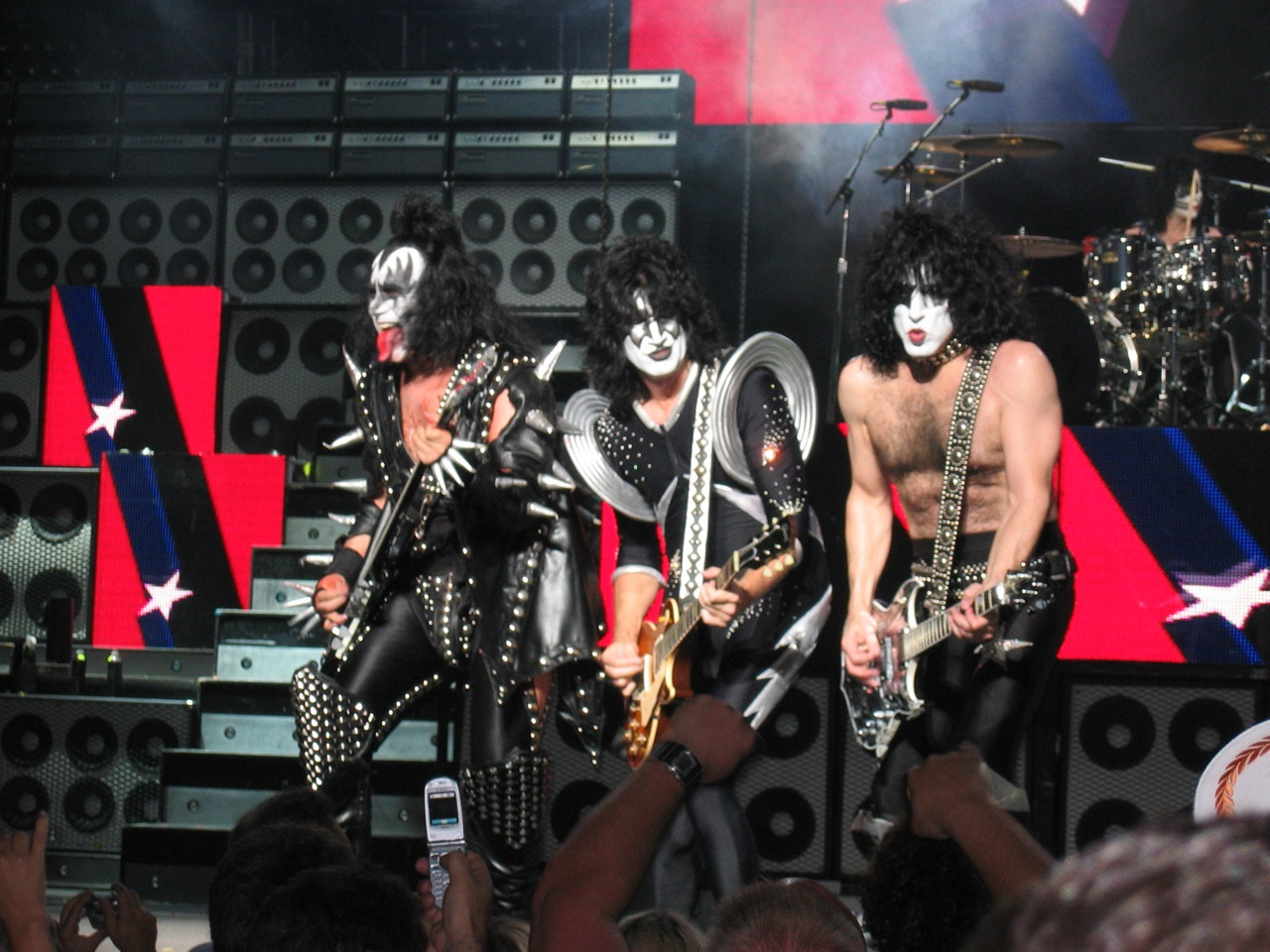
Загримовані виконавці групи Kiss на концерті у 2004

Класичним є шкіряно-джинсове вбрання. Для окремих груп визначальною частиною хеві-металічного образу був шокуючий вигляд і зовнішній стиль. Окрім характерного звучання та текстів пісень імідж і впізнаваність групи підкріплювались дизайном обкладинок музичних альбомів, логотипами, оформленням сцени, одягом, дизайном інструментів і відеокліпами.
На думку окремих оглядачів довге волосся вважалося найбільш характерною рисою належності до «металічної» моди. Ця патлата частина запозичила його з субкультури hippie, у 1980-х — 1990-х роках довге волосся «металістів» символізувало собою «ненависть, страх і розчарування покоління, яке, так виглядало, ніколи не чулось прийнятим у суспільстві». Довге волосся давало сповідникам металу «силу, якої вони потребували, щоб повстати проти всього і ні проти чого конкретного»
Класичною уніформою фанів хеві-металу були вигорілі, протерті або порвані blue jeans, чорна майка, важкі черевики, джинсова або чорна шкіряна куртка. Чорна майка звичайно оздоблена логотипом або зображенням кумирів. У 1980-х на стилістику і моду традиційного хеві-металу мали вплив різні чинники — від панку та готики і до горорів, популярних у той періоод. Багато хто з виконавців хеві-металу у 70-х і 80-х використоовували інструменти диких форм і кольорів для підкреслення свого сценічного образу.